# 濛江镇
濛江镇，是中华人民共和国广西壮族自治区梧州市藤县下辖的一个乡镇级行政单位。

## 行政区划
濛江镇下辖以下地区：
河西社区、河东社区、江权村、新城村、健良村、旺家村、党洲村、新安村、泗洲村、安和村、覃安村、兴义村、大德村、义良村、莲垌村、洲祖村、勒竹村、彩塘村、双德村、那塘村、共和村、古兰村和古厚村。